# Maniola andensis
Maniola andensis är en fjärilsart som beskrevs av Köhler 1939. Maniola andensis ingår i släktet Maniola och familjen praktfjärilar. Inga underarter finns listade i Catalogue of Life.